# Scotura obstructa
Scotura obstructa är en fjärilsart som beskrevs av W. Warren 1909. Scotura obstructa ingår i släktet Scotura och familjen tandspinnare. Inga underarter finns listade.